# Gabriel Émile Grison

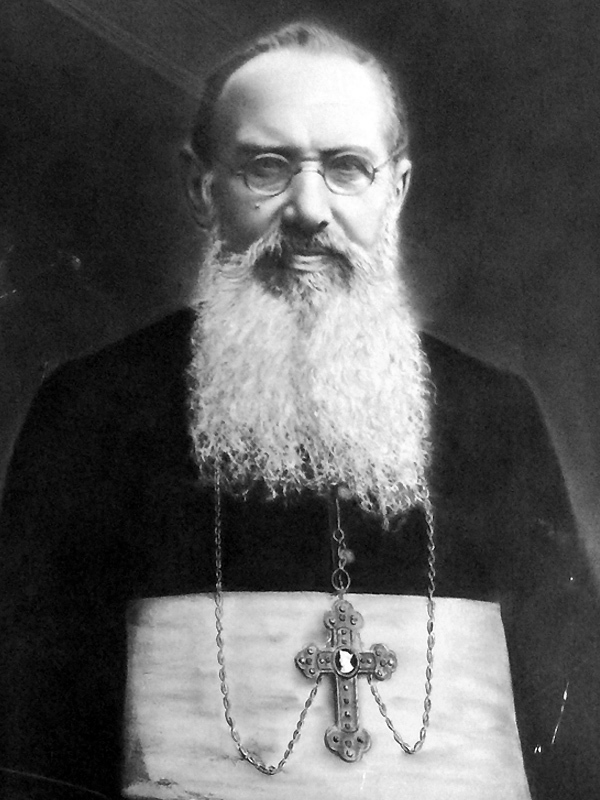
Gabriel Émile Grison

Gabriel Émile Grison SCI (* 25. Dezember 1860 in Saint-Julien-sous-les-Côtes; † 13. Februar 1942 in Stanleyville) war ein französischer Geistlicher und Apostolischer Vikar von Stanley Falls.

## Leben
Er wurde am 30. November 1883 zum Priester geweiht. Der Papst ernannte ihn am 4. August 1904 zum Apostolischen Präfekten von Stanley Falls. Am 12. März 1908 ernannte ihn Pius X. zum Titularbischof von Sagalassus und zum Apostolischen Vikar von Stanley Falls. Der Kardinalpräfekt der Kongregation De Propaganda Fide, Girolamo Maria Kardinal Gotti OCD, spendete ihm am 11. Oktober desselben Jahres die Bischofsweihe; Mitkonsekratoren waren Charles-Joseph-Louis-Abel Gilbert, Altbischof von Le Mans, und Raffaele Virili, Titularbischof von Troas.
Von seinem Amt trat er am 28. März 1933 zurück.